# A Song Book
A Song Book är ett musikalbum från 2003 av jazzsångerskan Lina Nyberg tillsammans med musikerna Anders Persson och Yasuhito Mori.

## Låtlista
1. Prologue (Bill Evans/Norma Winstone) – 3:52
2. Them There Eyes (Maceo Pinkard/William Tracey/Doris Tauber) – 4:39
3. Autumn in New York (Vernon Duke) – 5:41
4. Very Early (Bill Evans) – 3:22
5. Yesterdays (Jerome Kern/Otto Harbach) – 4:25
6. The Way You Look Tonight (Jerome Kern/Dorothy Fields) – 4:16
7. You've Changed (Carl Fischer/Bill Carey) – 4:48
8. Why Was I Born (Jerome Kern/Oscar Hammerstein II) – 5:05
9. Dindi (Antônio Carlos Jobim/Aloysio de Oliveira) – 4:16
10. Ordinary Day (Lina Nyberg) – 5:09
11. All the Things You Are (Jerome Kern/Oscar Hammerstein) – 3:47
12. I'm Old Fashioned (Jerome Kern/Johnny Mercer) – 4:23
13. Let's Begin (Jerome Kern/Otto Harbach) – 3:25

## Medverkande
- Lina Nyberg – sång
- Anders Persson – piano
- Yasuhito Mori – bas